# East View
East View (укр. Іст В'ю) — міжнародна компанія, що базується в Міннеаполісі (США) і має офіси в Україні і Росії. Компанію заснували у 1989 році. Головна галузь діяльності — надання російськомовних електронних ресурсів.
Частина діяльності компанії — надання онлайнових баз даних російською мовою — здійснюється фірмою East View Publications. Базами даних російських видань користуються Гарвард, Єль, Принстон, бібліотеки університетів Нью-Йорка, Чикаґо, Мічигану, Індіани.